# Ezequiel de León Domínguez
Ezequiel de León Domínguez (* 2. Oktober 1926 in La Orotava; † 22. Dezember 2008 ebenda) war ein kanarischer Bildhauer und Restaurator.

## Leben

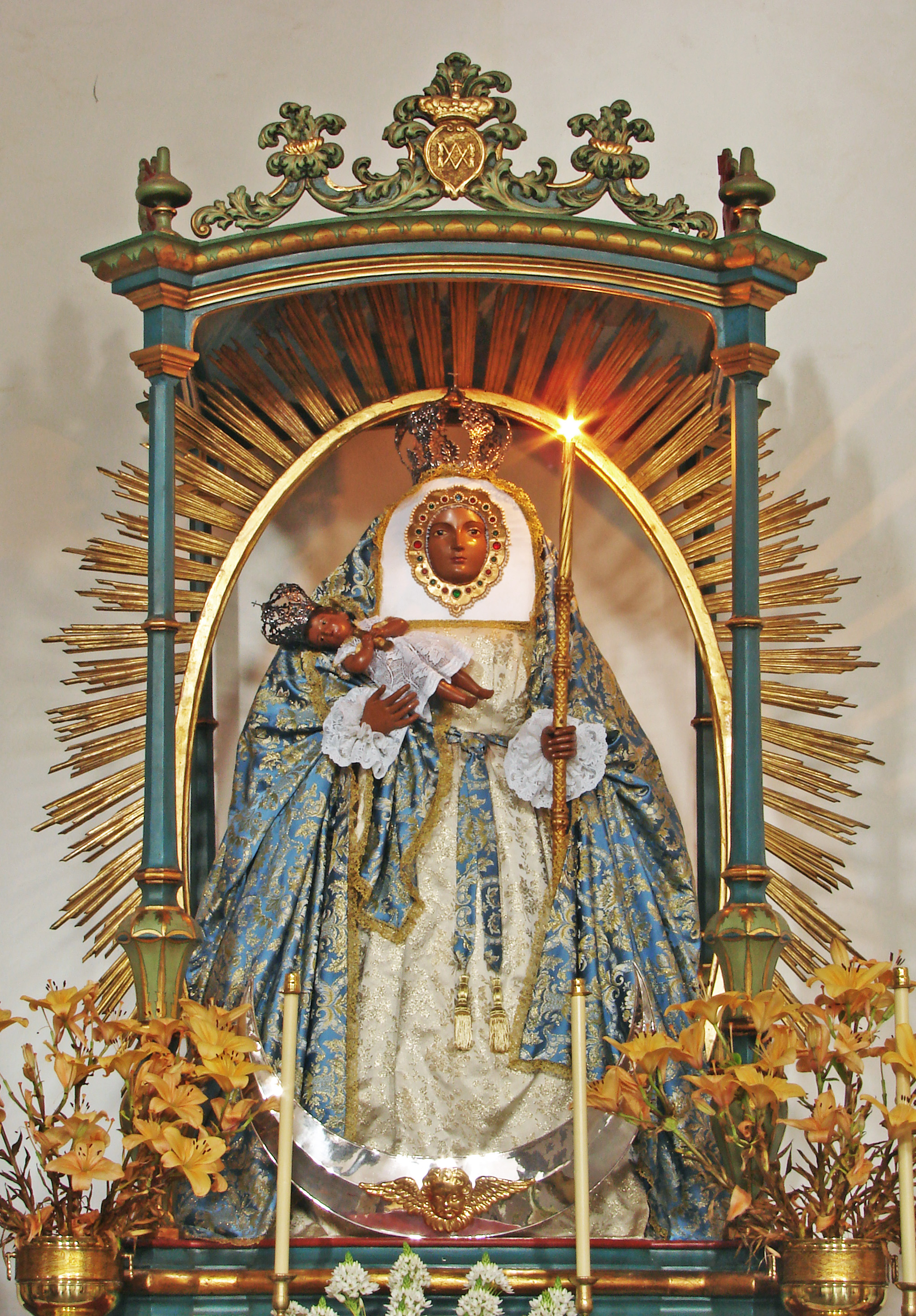
Virgen de Candelaria in der Kirche Santo Domingo in La Orotava

Ezequiel de León wurde am 2. Oktober 1926 als erstes von vierzehn Kindern der Eheleute María del Carmen Domínguez und Ezequiel de León Valencia in dem hauptsächlich von Handwerkern bewohnten Stadtteil Villa Arriba in La Orotava auf der Insel Teneriffa geboren.
Bereits während seiner Schulzeit besuchte er Kurse an der Escuela Municipal de Artes y Oficios in La Orotava.
Neben dem nachfolgenden Studium an der Escuela de Bellas Artes in Santa Cruz de Tenerife war er im Büro des Architekten Tomás Machado y Mendez Fernández de Lugo als Zeichner beschäftigt. Ab 1949 erhielt er an der Escuela de Arte Luján Pérez in Las Palmas de Gran Canaria eine Ausbildung zum Fachmann für Fassung (Bemalung) und Vergoldung.
Nach seiner Rückkehr nach Teneriffa schuf er in einer Werkstatt im Haus seiner Eltern verschiedene religiöse Werke wie z. B. die Skulptur der Virgen de la Candelaria für die Kirche Santo Domingo in La Orotava. Da der Schwerpunkt seiner Arbeit in La Laguna lag und er mehr Platz benötigte verlegte er seine Werkstatt in die Calle Nava y Grimón in der Innenstadt von La Laguna. Hier war er stark mit der Restaurierung und der Herstellung von Nachbildungen beschäftigt die die 1964 beim Brand der Kirche San Agustín in La Laguna verbrannten Kunstwerke ersetzen sollten. Beispiele für die Arbeiten aus dieser Zeit ist die Skulptur des Ecce Homo (Señor de la Cañita) und der Cristo de Burgos. Diese Werke befindet sich heute in der Kathedrale von La Laguna. Später ließ er sich in La Perdoma, einem Stadtteil von La Orotava nieder.
Bei vielen seiner Restaurierungsarbeiten war der Cabildo von Teneriffa Auftraggeber. Um die Kenntnisse, die für diese Tätigkeit Voraussetzung waren, zu erweitern ermöglichte das Cabildo ihm von 1976 bis 1978 ein Studium an der Real Academia de Bellas Artes de Santa Isabel de Hungría in Sevilla. Im Rahmen dieses Studiums nahm er an der Restaurierung des Hauptaltars der Kathedrale von Sevilla und dem Paso procesional de la Vera Cruz teil. Wieder zurück in La Orotava ernannte ihn das Cabildo de Tenerife zum „Director de la restauración de patrimonio insular“ (Leiter der Restaurierungsarbeiten des Historischen Erbes der Insel). Da diese Position aber nicht besoldet wurde und auch keine Mittel für die Aufgaben zur Verfügung standen, handelte es sich nur um eine Bezeichnung ehrenhalber.
In der Folgezeit schuf er in seiner Werkstatt in La Perdoma und ab 1995 in dem Stadtteil La Luz zusammen mit zwei seiner Söhne eine große Anzahl von religiösen Kunstwerken.
In La Orotava war Ezequiel de León Domínguez auch bekannt durch seine Tätigkeit bei der Herstellung der „Alfombras“ (Blumen- bzw. Sandteppiche) zu Fronleichnam. Während seiner Tätigkeit als Zeichner bei Tomás Machado y Mendez Fernández de Lugo unterstützte er diesen bei dessen Aufgabe als Entwerfer und Leiter der Arbeiten an dem ca. 900 m² großen Sandteppich auf dem Platz vor dem Rathaus. In den Jahren 1989–1992 war er selbst für diesen Teppich verantwortlich. Darüber hinaus wirkte er regelmäßig an einem Abschnitt des Blumenteppichs der Fronleichnamsprozession mit.

## Werke

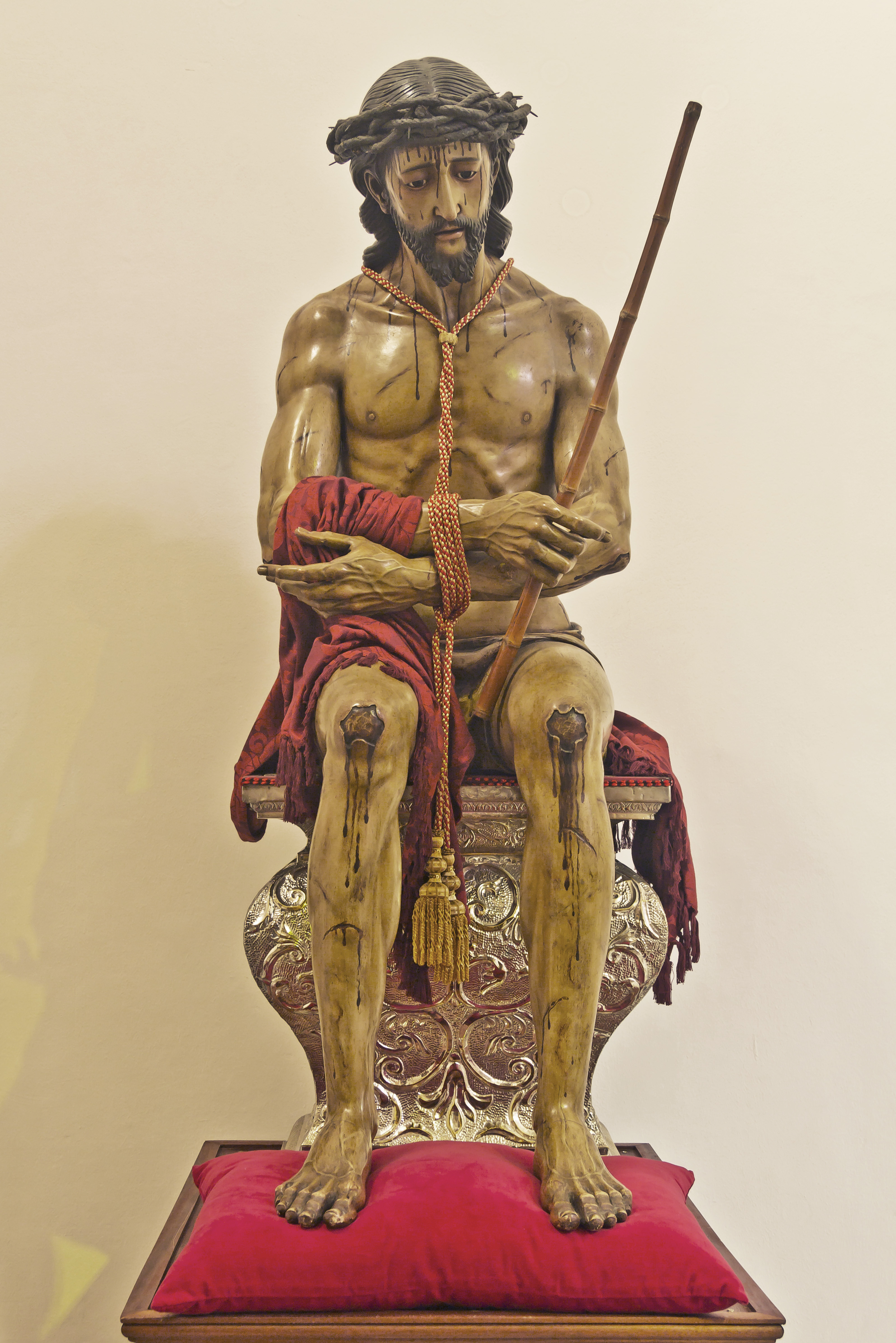
Skulptur des Ecce Homo

Ein großer Teil der Arbeiten des Künstlers sind Nachschöpfungen im Stil des Spätbarocks. Sie wurden als Ersatz für verlorengegangene oder irreparable Werke geschaffen. Auch seine neu geschaffenen Arbeiten sind aufgrund der Anwendung der kunsthistorischen und restaurationstechnischen Kenntnisse des Künstlers stilistisch eher früheren Stilepochen zuzuordnen. Er schuf mehr als 200 religiöse Kunstwerke, die sich heute in vielen Ländern befinden.
- Skulptur der Candelaria in der Kirche Santo Domingo in La Orotava (1953)
- Nuestro Padre Jesús de la Sentencia in der Kirche des Klosters Santa Catalina de Asis in La Laguna
- Engel in der Figurengruppe El Señor del Huerto de los Olivos im Kloster Santa Clara in La Laguna
- Nuestro Padre Jesús Nazareno in der Kathedrale La Laguna, bei dieser Skulptur stammen nur die Hände von Ezequiel de Léon Domínguez.
- Skulptur des Santísimo Cristo de Burgos („Cristo de la faldita“) in der Kathedrale La Laguna. Die ursprüngliche Skulptur wurde um 1680 von dem Holzschnitzer Lázaro González geschaffen und von dem Maler Cristóbal Hernández gefasst. Dieses Werk wurde durch den Brand der Kirche San Agustin 1964 zerstört.
- Skulptur des Ecce Homo (El Señor de la cañita) in der Kathedrale La Laguna. Die ursprüngliche Skulptur des Señor de la Cañita wird Rodríguez de la Oliva zugeschrieben. Dieses Werk wurde durch den Brand der Kirche San Agustin 1964 zerstört.
- Die Figuren der Dolorosa, des San Juan und der Magdalena der Kirche San Lázaro in La Laguna. Die Originalskulpturen waren in einem Zustand, dass sie nicht mehr restauriert werden konnten.
- Neuanfertigung des Körpers und Restaurierung der Skulptur der Candelaria in der Basilika von Candelaria (1972)
- Cristo de la Redención in Los Realejos
- La Piedad in der Kirche San Marcos in Icod de los Vinos
- Die Figur des Cristo de la Misericordia (2000), in der Kirche Nuestra Señora de los Remedios in Buenavista del Norte
- Die Figur des Cristo difunto (des verstorbenen Christus) in der Kirche Nuestra Señora de la Concepción in Los Realejos (2002)
- Die Figur des Cristo de la Buena Muerte in der Friedhofskapelle in La Orotava
- Die Figur des Cristo Resucitado (des auferstandenen Christus) in der  Kirche Santo Domingo in La Orotava

## Ehrungen

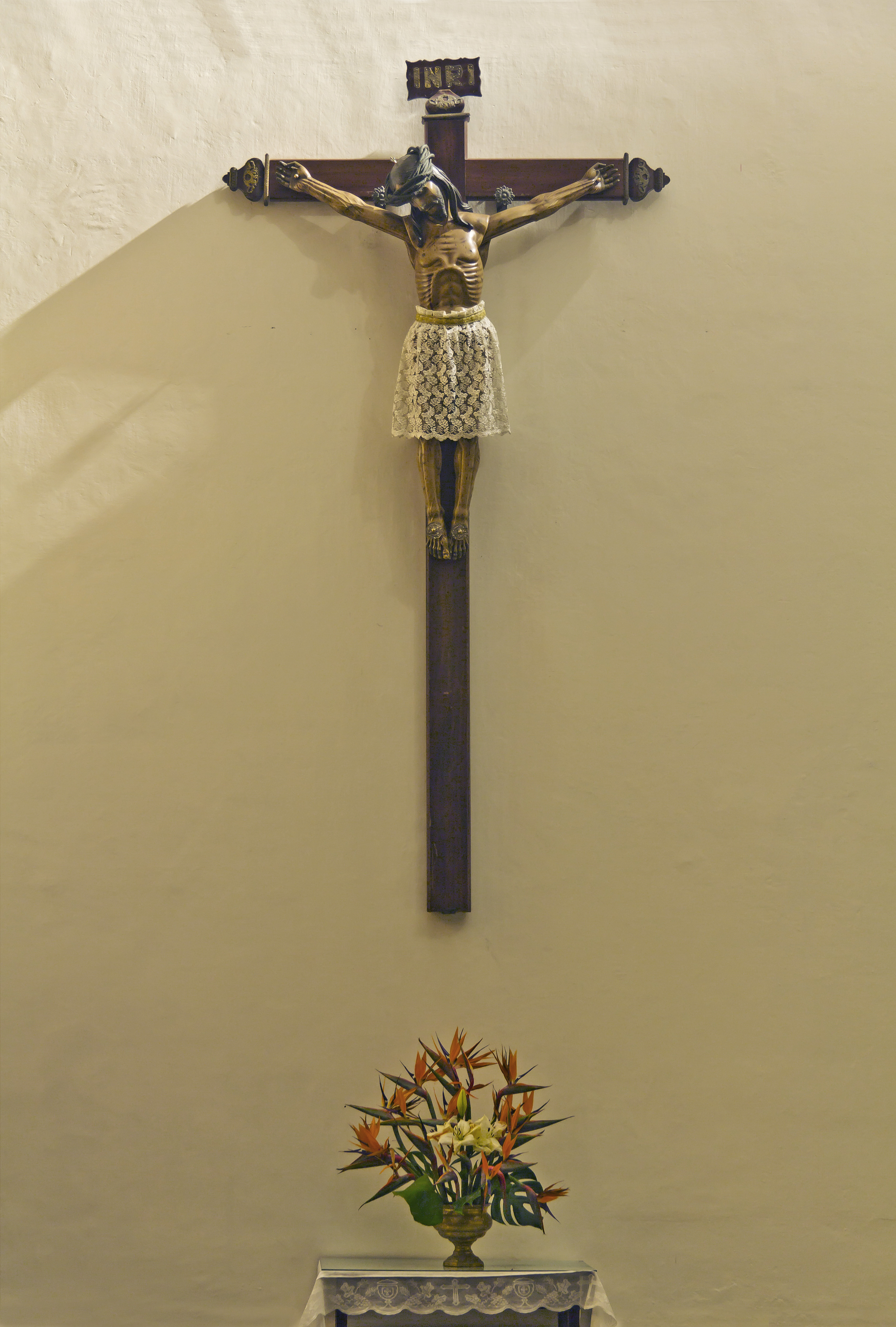
Santísimo Cristo de Burgos („Cristo de la faldita“) in der Kathedrale in La Laguna

- Im Jahr 2007 wurde ihm durch das Cabildo Insular de Tenerife der Titel Hijo Ilustre de Tenerife (berühmter Sohn der Insel Teneriffa) verliehen.[3]
- Ehrenbürger der Stadt La Orotava
- Ehrenmitglied der Bruderschaft des Wahren Kreuzes von Sevilla (Hermandad de la Vera Cruz de Sevilla)